# NGC 5956
NGC 5956 ist eine 12,5 mag helle Spiralgalaxie vom Hubble-Typ Sc mit aktivem Galaxienkern im Sternbild Schlange nördlich der Ekliptik. Sie ist schätzungsweise 87 Millionen Lichtjahre von der Milchstraße entfernt und hat einen Durchmesser von etwa 40.000 Lichtjahren. Gemeinsam mit drei weiteren Galaxien gilt sie als Mitglied der NGC 5970-Gruppe (LGG 401).
Im selben Himmelsareal befinden sich u. a. die Galaxien NGC 5957, NGC 5970, IC 1131.
Das Objekt wurde am 29. April 1865 vom deutsch-dänischen Astronomen Heinrich Louis d’Arrest entdeckt.